# オトナカレッジ
オトナカレッジは、2013年10月1日から2016年3月25日まで、下半期（10月 - 3月）限定で放送されていた、文化放送のラジオ番組である。
本番組の後継として2016年7月3日から2017年6月25日まで放送された「朝活版オトナカレッジ」（あさかつばんオトナカレッジ）についても本稿に記載する。

## 番組内容
本番組のコンセプトは「大人が楽しく学べる ラジオ番組」。毎回、リスナーの関心が高い事柄をテーマに取り上げ、それらの専門家を講師に迎え、講義を展開していく。ナイターオフ シーズンのレギュラー放送では、年度ごとに一部のコメンテーターを入れ替えて放送している。
20時台は「趣味・教養・実用」をテーマにスポーツ、教養、トレンド情報、トラベルなどバラエティに富んだ「学科」を設け、身近で楽しい話題を紹介する。
21時台は「経済・ビジネス」をテーマに、経済、ビジネスに関する幅広い話題を気鋭の講師陣が明快に講義する。
また、2013年9月まで放送された田原総一朗の冠番組『田原総一朗 オフレコ!』も、本番組の月1回の特別企画『オトナカレッジ スペシャル 田原総一朗 オフレコ!』として放送する。
ナイターシーズン中は、文化放送のみのローカル放送として埼玉西武ライオンズのプロ野球中継が行われない日に、『ライオンズナイターSET UPスペシャル』として不定期で放送されていた（『田原総一朗 オフレコ!』も「オトナカレッジ スペシャル」の冠を外し、同様の形態で放送）。なお、ネット局の放送は、ナイターオフ シーズンのみであった。
2016年10月度から新番組『情報ミックスバラエティ パズル』を18 - 20時台に編成するため、従来のワイド番組としては2016年3月いっぱいで終了となった。同年4月以降のナイターシーズンにおいても『オフレコ!』を除いて『SET UPスペシャル』としての放送は実施されなくなったが、7月より日曜未明4:30 - 5:00に後継番組『朝活版オトナカレッジ』を文化放送ローカルで編成することになった。その後、10月からは放送時間を短縮して日曜早朝6:05 - 6:20に移動。2017年6月18日に6月25日放送分で番組を終了することが発表された。

## 出演者
パーソナリティ
- 砂山圭大郎（文化放送アナウンサー）

### 2015年度
20時台 コメンテーター
- 火曜日「マネー学科[注釈 1]」：神門学（ダイヤモンドZAi編集長[注釈 2]）
- 水曜日「教養学科」（週替り）
- 木曜日「健康学科」：水島広子（精神科医、隔週）、笠井奈津子（栄養士・食事カウンセラー、隔週）
- 金曜日「世界史学科」：茂木誠（駿台予備学校・世界史科講師）

21時台 コメンテーター
- 火曜日：飯田泰之（明治大学政治経済学部准教授　2014年度までは木曜日担当）
- 水曜日：泉恵理子（日経ビジネスアソシエ編集長。2014年度から出演）
- 木曜日：特別講師（週替り） - 永井孝尚（マーケティング戦略アドバイザー）や、三菱UFJリサーチ&コンサルティングの研究員・コンサルタントが出演。
- 金曜日：牛窪恵（マーケティングライター、月1回程度出演　2014年度は木曜日20時台「トレンド学科」担当）、鳥海高太朗（航空・旅行アナリスト・帝京大学非常勤講師、月2回程度出演 2014年までは金曜日20時台「トラベル学科」担当）[注釈 3]

スペシャル版 コメンテーター
- 小幡績（慶應義塾大学ビジネススクール准教授、2014年度までは火曜日・21時台担当）

オビナビ
- 小尾渚沙（文化放送アナウンサー（当時）） - 内包番組「就職戦士ブンナビ!」のパーソナリティも担当。

### オトナカレッジ スペシャル 田原総一朗 オフレコ!
スペシャル パーソナリティ
- 田原総一朗（放送開始当初、本番組では「学長」として出演）※不定期出演 - 『田原総一朗 オフレコ!』『田原総一朗 オフレコ! スペシャル』に引き続いての出演。

進行アシスタント
- 鈴木純子（文化放送アナウンサー）

### 過去の出演者
20時台 コメンテーター
- 佐藤友紀（レポーター、2013年度 隔週木曜日[注釈 4]担当）
- 有村昆（映画コメンテーター、2013年、14年度 水曜日20時台・シネマ学科[注釈 5]担当）
- 久我尚子（ニッセイ基礎研究所准主任研究員、2014年度から月1回程度出演 木曜日20時台・トレンド学科担当）

21時台 コメンテーター
- 夏野剛（慶應義塾大学環境情報学部客員教授、2013年度 水曜日担当）
- 原英次郎（ダイヤモンド・オンライン編集長。2014年度から月1回出演、金曜日担当）
  - この他、2014年度は企業経営者やビジネス書著者が出演する事もあった。

「オトナカレッジ スペシャル 田原総一朗 オフレコ!」進行アシスタント
- 吉田涙子（文化放送アナウンサー（当時）、2013年度）

## 放送時間

### ナイターオフ シーズン
文化放送ではパ・リーグ クライマックスシリーズ、日本シリーズ期間中、『文化放送スポーツスペシャル』としての野球中継により休止の場合あり。この場合は21時台のみ制作し、野球中継を行わない局向けに裏送りを行う。
また、番組21時台本編と、2013年度の内包番組「どんぐりラジオ」の双方をネットする地方局は存在しなかった。
21:50で飛び降りの放送局の多くは21:50-22:00の時間帯に『スポーツ伝説』（ニッポン放送制作）を放送している。

### ナイターシーズン
2014・2015年度（SET UPスペシャル）
| 放送対象地域 | 放送局             | 放送日時                              |
| ------------ | ------------------ | ------------------------------------- |
| 関東広域圏   | 文化放送（制作局） | 2014年4月29日（火） 20:00 - 21:30 JST |
| 関東広域圏   | 文化放送（制作局） | 2014年5月16日（金） 19:00 - 21:00 JST |
| 関東広域圏   | 文化放送（制作局） | 2014年6月5日（木） 20:00 - 21:30 JST  |
| 関東広域圏   | 文化放送（制作局） | 2014年7月4日（金） 20:00 - 21:30 JST  |
| 関東広域圏   | 文化放送（制作局） | 2015年5月7日（木） 20:00 - 21:30 JST  |
| 関東広域圏   | 文化放送（制作局） | 2015年7月23日（木） 20:00 - 21:30 JST |
| 関東広域圏   | 文化放送（制作局） | 2015年9月23日（水） 20:00 - 21:30 JST |

2016・2017年度（朝活版オトナカレッジ）
| 放送対象地域 | 放送局             | 放送期間                      | 放送日時             |
| ------------ | ------------------ | ----------------------------- | -------------------- |
| 関東広域圏   | 文化放送（制作局） | 2016年7月3日 - 9月25日        | 日曜 4:30 - 5:00 JST |
| 関東広域圏   | 文化放送（制作局） | 2016年10月2日 - 2017年6月25日 | 日曜 6:05 - 6:20 JST |

## タイムテーブル
2015年度の場合（2016年3月現在）。
- 20:00：オープニング
- 20:05：趣味 教養の時間、小テスト出題
- 20:25：FAX・メール紹介、小テスト回答
- 20:35：曜日別コーナー - 下記コーナーのない曜日ならびに期間は、引き続きFAX・メール紹介、小テスト回答
  - 火：いとうせいこう GREEN FESTA（2015年9月29日 - ）
  - 木：就職戦士ブンナビ!（2016年3月3日 - ）
  - 金：角谷建耀知の出来ることから始めよう!（2015年10月2日 - ）※KBS京都からの裏送り番組[2]、ABCラジオとの2局ネット
- 20:40
  - 水：オビナビ「小尾渚沙の資格・検定ナビ」／「小尾渚沙のPRナビ」（2015年9月30日 - ）
- 20:50：文化放送ニュース
- 20:54：天気予報
- 20:55：交通情報
- 20:57：20時台 エンディング・21時台 予告
- 21:00：経済 ビジネス学科 オープニング
- 21:10：今日の講義（前半）
- 21:25：今日の講義（後半）、小テスト出題
- 21:45：FAX・メール紹介、小テスト回答
- 21:48：今日のラストソング
- 21:52：ニュース[注釈 9]
- 21:54：天気予報
- 21:56：エンディング[注釈 10]

## 付帯イベント
「イベント版 オトナカレッジ」は、2014年度から開催されている番組付帯イベント。価値を再発見・新たに提案していく学びの場として、文化放送の番組出演者を中心に、講義形式のイベントを開催している。
- サヘル・ローズのオトナカレッジ（2014年8月18日、文化放送）
- 森永卓郎のオトナカレッジ（2014年11月17日、文化放送 メディアプラス ホール）
- 佐藤優のオトナカレッジ（2014年12月22日、文化放送 メディアプラス ホール）
- 小幡績のオトナカレッジ（2015年1月26日、文化放送）
- 小谷実可子のオトナカレッジ（2015年2月23日、文化放送）
- 鳥海高太朗のオトナカレッジ（2015年3月23日、文化放送）
- フィフィのオトナカレッジ（2015年5月13日、文化放送）
- 二木啓孝のオトナカレッジ（2015年7月30日、文化放送）
- 泉恵理子のオトナカレッジ（2015年10月14日、文化放送）
- 神門学のオトナカレッジ（2015年12月12日、文化放送）